# Laudonovac
Laudonovac (en serbe cyrillique : Лаудоновац ; en hongrois : Laudontanya) est un village de Serbie situé dans la province autonome de Voïvodine. Il fait partie de la municipalité de Plandište dans le district du Banat méridional. Au recensement de 2011, il comptait 21 habitants.
Laudonovac est également connu sous le nom de Laudanovac.

## Démographie

### Évolution historique de la population
| 1948 | 1953 | 1961 | 1971 | 1981 | 1991 | 2002 | 2011 |
| ---- | ---- | ---- | ---- | ---- | ---- | ---- | ---- |
| 55   | 56   | 63   | 68   | 78   | 50   | 24   | 21   |

|  |